# Everything Will Be Alright in the End
Everything Will Be Alright in the End (em português: Tudo Estará Bem no Final) é o nono álbum de estúdio da banda americana de rock alternativo Weezer, lançado a 7 de Outubro de 2014 pela gravadora Republic Records. O primeiro single do álbum, intitulado "Back to the Shack", foi lançado a 22 de Julho de 2014, com a música "Cleopatra" a ser lançada a 8 de Setembro. O álbum estreou-se na quinta posição da tabela Billboard 200, tornando-se no sétimo álbum da banda a atingir o top ten americano.

## Base e desenvolvimento
O oitavo álbum de estúdio dos Weezer, Hurley, e o álbum de compilação seguinte Death to False Metal foram lançados no final de 2010, ambos a receber desde críticas positivas a avaliações mistas, e tiveram um nível de vendas pobre quando comparado com os lançamentos anteriores. Inicialmente, a banda anunciou que tinha começado a trabalhar no seu novo álbum, cuja intenção era de o lançar em 2011, apesar de tal não ter acontecido. O vocalista dos Weezer Rivers Cuomo afirmou na altura - "Estas músicas soam totalmente diferente do Hurley. O Hurley era mais obscuro, e as novas músicas soavam como se tivesses 16 anos, a andar na tua bicicleta para ir comprar um Slurpee (granizado)". Durante este período, a banda decidiu fazer uma pausa para dar mais tempo a Cuomo para compor o álbum. Muitas das músicas foram compostas por Cuomo ao piano antes de serem transcritas para guitarra e, mais tarde, apresentadas à banda. Mais de 200 músicas foram consideradas para o álbum, com 20 a serem gravadas e "uma dúzia ou mais" a serem escolhidas para a versão final.
Cuomo anunciou os planos para começar a gravar o seu novo álbum a partir de Janeiro e em continuação até ao Verão. Ric Ocasek foi anunciado como produtor do álbum, ele que já tinha produzido anteriormente o primeiro e terceiro álbuns auto-intitulados, também conhecidos como The Blue Album (1994) e The Green Album (2001). Um anúncio final foi feito a 19 de Março de 2014, através de um vídeo com duas músicas novas a ser publicado na conta oficial da banda no YouTube, que terminava com as palavras "in the studio now" (em português: "no estúdio agora"). A 13 de Junho, a banda anunciou que o título do álbum seria Everything Will Be Alright in the End.

## Gravação
A banda escolheu Ric Ocasek como produtor, baseando-se na sensação de que este era capaz de devolver "o som, a vibração e a energia pela qual [a banda] ficou conhecida", enquanto também lhes permitia "explorar e tentar novas coisas". A banda gravou a maioria do álbum nos estúdios The Village, situados em Los Angeles, Califórnia. O baixista Scott Shriner descreveu o estilo de produção de Ocasek como "muito sério", comentando que a certo ponto a banda considerou acrescentar uma secção de assobios numa das músicas, o qual Ocasek recusou. Contudo, a ideia avançou e está presente na música "Da Vinci".

## Músicas e letras
De acordo com a fonte de imprensa oficial, o álbum é "organizado tematicamente em torno de três grupos de músicas". Cuomo descreveu o álbum através da distinção em três temas principais - a sua relação com os outros, a sua relação com as mulheres e a sua relação com o seu pai, "com uma nova perspectiva". O baterista Patrick Wilson descreveu o som do álbum como "bombástico, solto, algo explosivo. Este álbum soará a uma combinação da estrutura apertada do Blue Album com um pouco mais de 'abandono' do Pinkerton". A banda também referiu especificamente que o álbum apresentaria uma menor "produção de pop moderno" que os dois álbuns anteriores, Raditude e Hurley. A primeira música do álbum apresentada, "Back to the Shack", lida com a vontade da banda em regressar "às raízes de 1994", com a revista Rolling Stone a descrevê-la como "uma faixa nerd, auto-referencial [...] e de guitarra pesada". Outra música, "Eulogy for a Rock Band", lida com a relação da banda com "as grandes bandas de rock que vieram antes [deles] à medida que se reformavam [...] Sendo esse o ponto em que estamos agora". A Entertainment Weekly reportou que o álbum termina com um "grupo ambicioso de três partes", o qual inclui a música "My Mystery", mais tarde alterada para "Anonymous". O grupo foi mais tarde revelado com o título "The Futurescope Trilogy". Este é o terceiro álbum dos Weezer depois de Raditude e Hurley a fazer uso extensivo de co-compositores.

## Promoção
Desde 19 de Março de 2014, a banda começou a lançar uma série de vídeos semanal, com onze partes a serem incluídas até agora. Muitos dos vídeos apresentavam a banda a trabalhar no estúdio e revelavam vários títulos de músicas para o então álbum de nome desconhecido, incluindo "Ain't Got Nobody" e "The Waste Land". A nona parte da série acabou por revelar o título do álbum, enquanto o décimo primeiro revelou a capa. A data de lançamento oficial foi anunciada ao longo da websérie e na Entertainment Weekly, para além de uma visão de bastidores das sessões de gravação.
Em Fevereiro de 2014, a banda apresentou o primeiro single do álbum, intitulado "Back to the Shack", no Cruzeiro dos Weezer de 2014. A versão de estúdio da música estreou a 21 de Julho no canal do YouTube da banda e é lançada como single no dia seguinte. A 23 de Julho, a banda apresentará a música no The Tonight Show Starring Jimmy Fallon.
A 21 de Julho, a banda anunciou que o álbum estará disponível para reserva no portal PledgeMusic. A banda também anunciou planos para tocar o álbum na íntegra em pequenos locais. A 8 de Setembro, a banda lançou o segundo single, "Cleopatra", partilhando também alguns detalhes sobre a ilustração do álbum, juntamente com mais informações de pré-ordem de compra. Mais tarde também disponibilizou as músicas "Lonely Girl" e "The British Are Coming". O álbum foi disponibilizado na iTunes Radio a 30 de Setembro de 2014, como parte das séries First Play.

## Recepção

### Avaliação da crítica
| Críticas profissionais | Críticas profissionais |
| Pontuações agregadas   | Pontuações agregadas   |
| Fonte                  | Avaliação              |
| ---------------------- | ---------------------- |
| Metacritic             | 75/100                 |
| Avaliações da crítica  |                        |
| Fonte                  | Avaliação              |
| Allmusic               | [ 30 ]                 |
| Alternative Press      | [ 31 ]                 |
| The A.V. Club          | B                      |
| Billboard              | [ 33 ]                 |
| Consequence of Sound   | A-                     |
| Drowned in Sound       | 6/10                   |
| NME                    | 7/10                   |
| Rock Sound             | 7/10                   |
| Rolling Stone          | [ 38 ]                 |
| Sputnikmusic           | 3.7/5                  |

De acordo com a Metacritic, Everything Will Be Alright in the End recebeu uma pontuação agregada de 75/100, indicando "revisões geralmente favoráveis".
Stephen Thomas Erlewine da Allmusic afirma que "existe uma sensação que os Weezer fizeram outra gravação de rock massivo e viciante porque é isso que os fãs querem mas porque eles sabem que é isso que eles fazem melhor", citando músicas como "The British Are Coming", "Ain't Got Nobody", "Cleopatra" e "Go Away". Scott Heisel da Alternative Press comenta que este "este pode não ser o melhor álbum dos Weezer, mas é definitivamente o álbum perfeito para os Weezer, pelo menos agora". Heisel aponta alguns riscos no álbum, como as mudanças temporais de 5/4 para 4/4 em "Cleopatra", que eventualmente dão a sensação de "regresso a casa". Pela Billboard, Jilian Mapes declara que é o melhor álbum dos Weezer desde Maladroit, afirmando - "Uma mão cheia de metáforas 'foleiras' mostram a falta de personalidade que marca a composição pós-Pinkerton de Cuomo, apesar de se redimir em algumas qualidades musicais que reafirmam os Weezer como fornecedores de feedback e poeira".
O escritor da Consequence of Sound Dan Caffrey nota que "Everything Will Be Alright in the End não nos transporta só para os primeiros anos dos Weezer — projectam-nos para o seu futuro. E pela primeira vez em algum tempo, parece bastante brilhante". Mischa Pearlman da NME declara que "Não é Pinkerton, mas os Weezer, finalmente, estão de volta aos eixos". Pearlman considera que "Foolish Father", "Lonely Girl", "Go Away" e "The Futurescope Trilogy" estão talhadas para serem grandes faixas. Caryn Ganz da Rolling Stone comenta que "o espírito de reconciliação é forte em Everything Will Be Alright in the End". Ganz também nota - "As faixas dedicadas à ligação dos Weezer com os seus ouvintes são as mais atormentadas e teatrais".

### Desempenho comercial
O álbum estreou-se no quinto lugar na principal tabela americana, Billboard 200, com uma estimativa de venda de 30.000 cópias na primeira semana. Ainda nos Estados Unidos, o álbum estreou-se no segundo lugar nas tabelas especializadas Billboard Top Rock Albums e Billboard Alternative Albums e atingiu o primeiro lugar na tabela Billboard Tastemaker Albums. No Canadá, o álbum estreou-se no décimo lugar na Canadian Albums Chart, com uma estimativa de venda de 3.500 cópias na primeira semana.
O álbum também surge tabelado em vários países europeus, como a Alemanha, Bélgica, Irlanda, Reino Unido e Suíça, e nos principais países da Oceânia, Austrália e Nova Zelândia.

## Lista de Faixas
| N.º            | Título                                                          | Compositor(es)                           | Duração |  |
| 1.             | "Ain't Got Nobody"                                              | Rivers Cuomo                             | 3:21    |  |
| 2.             | "Back to the Shack"                                             | Rivers Cuomo, Jacob Kasher               | 3:07    |  |
| 3.             | "Eulogy for a Rock Band"                                        | Rivers Cuomo, Daniel Brummel, Ryen Slegr | 3:32    |  |
| 4.             | "Lonely Girl"                                                   | Rivers Cuomo, Joshua Berman Alexander    | 2:50    |  |
| 5.             | "I've Had It Up to Here"                                        | Rivers Cuomo, Justin Hawkins             | 2:54    |  |
| 6.             | "The British Are Coming"                                        | Rivers Cuomo                             | 4:08    |  |
| 7.             | "Da Vinci"                                                      | Rivers Cuomo, Joshua Berman Alexander    | 4:07    |  |
| 8.             | "Go Away" (com Bethany Cosentino)                               | Rivers Cuomo, Bethany Cosentino          | 3:14    |  |
| 9.             | "Cleopatra"                                                     | Rivers Cuomo                             | 3:13    |  |
| 10.            | "Foolish Father"                                                | Rivers Cuomo, Patrick Stickles           | 4:35    |  |
| 11.            | "I. The Waste Land" (Parte I de "The Futurescope Trilogy)       | Rivers Cuomo                             | 1:56    |  |
| 12.            | "II. Anonymous" (Parte II de "The Futurescope Trilogy)          | Rivers Cuomo                             | 3:20    |  |
| 13.            | "III. Return to Ithaca" (Parte III de "The Futurescope Trilogy) | Rivers Cuomo                             | 2:18    |  |
| Duração total: | Duração total:                                                  | Duração total:                           | 42:24   |  |

Algumas das músicas avançadas ficaram pelo caminho, tais como,
- "The Rules of Life".[17]

## Desempenho nas tabelas
| País - Tabela                                 | Melhor posição | Ref    |
| --------------------------------------------- | -------------- | ------ |
| Alemanha - Bundesverband Musikindustrie       | 95             | [ 44 ] |
| Austrália - ARIA                              | 45             | [ 45 ] |
| Bélgica - Ultratop 200 Albums - Flandres      | 166            | [ 46 ] |
| Bélgica - Ultratop 200 Albums - Valónia       | 107            | [ 44 ] |
| Canadá - Canadian Albums Chart                | 10             | [ 47 ] |
| Estados Unidos - Billboard 200                | 5              | [ 5 ]  |
| Estados Unidos - Billboard Alternative Albums | 2              | [ 41 ] |
| Estados Unidos - Billboard Digital Albums     | 5              | [ 48 ] |
| Estados Unidos - Billboard Tastemaker Albums  | 1              | [ 42 ] |
| Estados Unidos - Billboard Top Rock Albums    | 2              | [ 40 ] |
| França - SNEP                                 | 138            | [ 49 ] |
| Irlanda - Irish Albums Chart                  | 34             | [ 50 ] |
| Nova Zelândia - RIANZ                         | 33             | [ 51 ] |
| Reino Unido - UK Albums Chart                 | 37             | [ 52 ] |
| Suíça - Schweizer Hitparade                   | 57             | [ 53 ] |

## Pessoal
| Weezer - Brian Bell - guitarra, vocais de apoio, teclado, sintetizador - Rivers Cuomo - guitarra, vocalista, teclado, sintetizador - Scott Shriner - baixo, vocais de apoio, teclado - Patrick Wilson - bateria, vocais de apoio, percussão Músicos adicionais - Daniel Brummel - teclado e piano em "Eulogy For a Rock Band" - Patrick Stickles - guitarra em "Foolish Father" - Bethany Cosentino - vocalista em "Go Away" - Bobb Bruno - arranjos de guitarra adicionais em "Foolish Father" | Produção - Ric Ocasek - produtor - Samuel Bell - engenheiro de som - Shawn Everett - produção e engenharia de som adicionais - Chris Owens - engenheiro de som assistente - Vanessa Wormer - engenheira de som assistente - Alex Williams - engenheiro de som assistente - Tom Lord-Alge - mistura - Eddie Rendini - engenheiro de mistura assistente - Ted Jensen - mistura |